# Callostrotia
Callostrotia là một chi bướm đêm thuộc họ Noctuidae.